# ノーサンバーランド郡 (ペンシルベニア州)
ノーサンバーランド郡（英: Northumberland County）は、アメリカ合衆国ペンシルベニア州の郡である。人口は9万1647人（2020年）。郡庁所在地はサンベリーである。

## 地理
アメリカ合衆国統計局によると、郡の総面積は1,236 km2 (477 mi2) である。このうち1,191 km2 (460 mi2) が陸地で、45 km2 (17 mi2) が水地域である。総面積の3.66%が水地域となっている。

## 人口動静
2000年の国勢調査によると、郡の人口は94,556人、38,835世帯、および25,592家族が暮らしている。人口密度は79/km2 (206/mi2) である。36/km2 (94/mi2) の平均的な密度に43,164軒の住宅が建っている。郡の人種的な構成は白人97.09%、アフリカ系アメリカ人1.52%、アメリカ先住民0.10%、アジア人0.22%、太平洋諸島系0.02%、その他の人種0.47%、および混血0.58%である。ここの人口の1.10%がヒスパニックまたはラテン系である。
全世帯の27.30%には18歳未満の子供が同居しており、52.40%は夫婦で一緒に生活している。9.60%は夫のいない女性が世帯主であり、34.10%は独身である。全世帯の30.20%は一人暮らしであり、15.50%が65歳以上である。平均世帯人数は2.34人、平均家族人数は2.89人である。
郡内の住民は21.90%が18歳未満の未成年、18歳以上24歳以下が7.00%、25歳以上44歳以下が27.70%、45歳以上64歳以下が24.40%、および65歳以上が19.00%にわたっている。中央値年齢は41歳である。女性100人ごとに対して男性は96.30人である。18歳以上の女性100人ごとに対して男性は92.80人である。

## 都市及び町

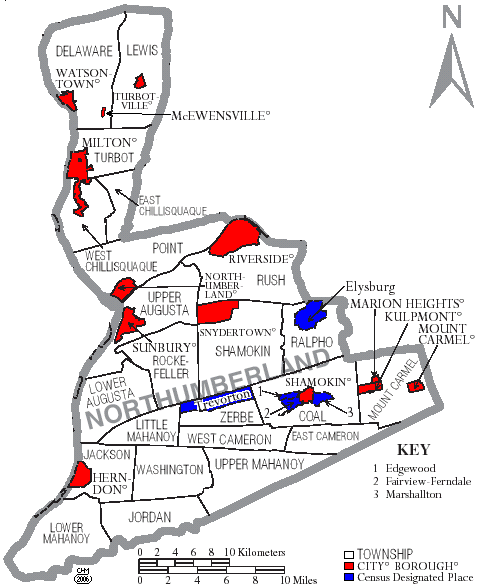
郡の地図

市
- サンベリー（郡庁所在地）
- シャモキン

ボロ
- トレバートン
- エッジウッド
- エリスバーグ
- フェアビュー・ファーンデール
- ハーンドン
- カルプモント
- マリオン・ハイツ
- マーシャルトン
- マクエンスビル
- ミルトン
- マウント・カーメル
- ノーサンバーランド
- リバーサイド
- スナイダータウン
- ターボットビル
- ワトソンタウン

タウンシップ
- コール郡区
- デラウェア郡区
- イースト・キャメロン郡区
- イースト・チリスクエカー郡区
- ジャクソン郡区
- ジョーダン郡区
- ルイス郡区
- リトル・マハノイ郡区
- ロウアー・オーガスタ郡区
- ロウアー・マハノイ郡区
- マウント・カーメル郡区
- ポイント郡区
- ラルフォ郡区
- ロックフェラー郡区
- ラッシュ郡区
- シャモキン郡区
- ターボット郡区
- アッパー・オーガスタ郡区
- アッパー・マハノイ郡区
- ワシントン郡区
- ウェスト・キャメロン郡区
- ウェスト・チリスクエカー郡区
- ザーブ郡区